# Antony Wassermann
Antony John Wassermann (13 de fevereiro de 1957) é um matemático britânico, que trabalha com álgebra de operadores. É conhecido por seu trabalho sobre teoria do campo conformal, ações de grupos compactos sobre álgebra de von Neumann, e sua prova da conjectura de Baum–Connes para grupos de Lie lineares redutivos. 
Frequentou a Royal Grammar School, Newcastle upon Tyne de 1968 a 1974, e obteve um Ph.D na Universidade da Pensilvânia em 1981, orientado por Jonathan Rosenberg, com a tese Automorphic actions of compact groups on operator algebras.
Foi Directeur de Recherches do Centre national de la recherche scientifique (CNRS) na Universidade de Aix-Marselha de 1999 a 2013.

## Honrarias
- Medalha de Bronze, Olimpíada Internacional de Matemática, 1974.[5]
- Prêmio Whitehead 1990.[6]
- Palestrante convidado do Congresso Internacional de Matemáticos em Zurique 1994.[7]

## Publicações selecionadas
- Operator algebras and conformal field theory. III. Fusion of positive energy representations of LSU(N) using bounded operators. Invent. Math. 133, no. 3, 467–538, 1998.
- Operator algebras and conformal field theory. Proceedings of the International Congress of Mathematicians, Vol. 1, 2 (Zürich, 1994), 966–979, Birkhäuser, Basel, 1995.
- Ergodic actions of compact groups on operator algebras. I. General theory. Ann. of Math. (2) 130, no. 2, 273–319, 1989.
- Ergodic actions of compact groups on operator algebras. III. Classification for SU(2). Invent. Math. 93, no. 2, 309–354, 1988.
- Une démonstration de la conjecture de Connes–Kasparov pour les groupes de Lie linéaires connexes réductifs [A proof of the Connes–Kasparov conjecture for connected reductive linear Lie groups], C. R. Acad. Sci. Paris Sér. I Math. 304, no. 18, 559–562, 1987.